# (29199) Himeji
(29199) Himeji est un astéroïde de la ceinture principale.

## Description
(29199) Himeji est un astéroïde de la ceinture principale. Il fut découvert le 17 mars 1991 à Geisei par Tsutomu Seki. Il présente une orbite caractérisée par un demi-grand axe de 2,55 UA, une excentricité de 0,05 et une inclinaison de 13,7° par rapport à l'écliptique.

## Compléments